# James Leighman Williams
James Leighman Williams (n. 22 septembrie 1985, Sacramento, California, SUA) este un scrimer american, medaliat olimpic. A participat la 2 ediții ale Jocurilor Olimpice (2008, 2012) în care a câștigat o medalie de argint.